# Ganspe
Ganspe ist ein Ortsteil der Gemeinde Berne im niedersächsischen Landkreis Wesermarsch. Der Ort liegt östlich des Kernortes Berne zwischen Warfleth und Motzen direkt an der nördlich fließenden Weser. Am östlichen Ortsrand fließt der Motzener Kanal. Unweit östlich verläuft die Landesstraße L 875.

## Geschichte
- Auf der Rolandwerft wurden bis zum Konkurs im Frühjahr 1972 außer Küstenmotorschiffen auch Seebäderschiffe, Tanker, Hochseeschlepper und Bohrinselversorger an den Werftstandorten Hemelingen (in Bremen) und Ganspe gebaut.
- Im Haushaltsjahr 2012 war der I. Oldenburgischer Deichband Träger für die Maßnahme „Erhöhung und Verstärkung des Weserdeiches zwischen Ranzenbüttel und Ganspe.“
- Das denkmalgeschützte Gulfhaus Deichstraße 164 von um 1880 ist ein ehemaliges landwirtschaftliches Wohn- und Wirtschaftsgebäude in der Form eines Gulfhauses.